# Мікросателіти
Мікросателіти, також відомі як прості повтори послідовності (англ. Simple Sequence Repeats, SSR) або короткі тандемні повтори (англ. short tandem repeats, STR) — один з типів тандемних повторів, поліморфні ділянки ДНК геномів всіх або більшості організмів, що складаються з повторів 1-6 п.н (пар основ) довжиною (різні джерела вказують на довжину від 1-2 до 4-10 bp), що повторюються 5-50 раз. Вони зазвичай нейтральні, кодомінантні і зазвичай розташовані в районах некодуючої ДНК. Мікросателіти та довші мінісателіти, разом класифікуються як VNTR (variable number of tandem repeats) ДНК.
Мікросателіти виникають у тисячах місць у геномі організму. Вони мають більш високий рівень мутацій, ніж інші ділянки ДНК, що призводить до високої генетичної різноманітності.  Варіабельність кількості повторів в одному мікросателіті приводить до того, що їх число є унікальним для кожного індивідуума, що дозволяє використання мікросателітів як генетичного маркера. Досліджуючи місцеположення мікросателітів та кількість повторів, можна скласти унікальний генетичний «профайл» або ідентифікаційний запис індивідуума. Зараз відомо понад 10 тис. мікросателітів в геномі людини, а їх аналіз широко використовується в методі генетичного фінґерпринтингу в кріміналістиці, для тесту на батьківство, при діагностиці раку та в інших прикладних та фундаментальних дослідженнях.  Вони також використовуються в аналізі генетичного зв’язку, щоб знайти ген або мутацію, відповідальну за певну ознаку чи хворобу. Мікросателіти також використовуються в популяційній генетиці для вимірювання рівнів спорідненості між підвидами, групами та особинами.

## Історія
Хоча перший мікросателіт був охарактеризований у 1984 році в Університеті Лестера Веллером, Джеффрісом та колегами як поліморфний повтор GGAT в гені міоглобіну людини, термін «мікросателіт» був введений пізніше, у 1989 році, Літтом і Люті. Назва «сателітна» ДНК відноситься до ранніх спостережень, згідно з якими центрифугування геномної ДНК у пробірці відокремлює помітний шар маси ДНК від супутніх «супутникових» шарів повторюваної ДНК. Зростаюча доступність ампліфікації ДНК за допомогою ПЛР на початку 1990-х років викликала велику кількість досліджень з використанням ампліфікації мікросателітів як генетичних маркерів для судової медицини, для тестування на батьківство та для позиційного клонування для пошуку гена, що лежить в основі ознаки чи захворювання. Видатні ранні застосування включають ідентифікацію за допомогою мікросателітного генотипування останків восьмирічного скелету - британської жертви вбивства (Hagelberg et al. 1991), а також лікаря концтабору Аушвіц Йозефа Менгеле, який втік до Південної Америки після Другої світової війни (Jeffreys et al. 1992).

## Структура та локація
Мікросателіт — це ділянка тандемно повторюваних послідовностей ДНК, довжина яких коливається від одного до шести або до десяти нуклеотидів (точне визначення та розмежування до довших мінісателітів варіюється від автора до автора), що зазвичай повторюються 5–50 разів. Наприклад, послідовність TATATATATA є динуклеотидним мікросателітом, а GTCGTCGTCGTCGTC є тринуклеотидним мікросателітом (де A є аденіном, G - гуаніном, C - цитозином і T - тиміном). Повторювані одиниці з чотирьох і п'яти нуклеотидів називають тетра- і пентануклеотидними послідовностями відповідно. Більшість еукаріотів мають мікросателіти, за винятком деяких видів дріжджів. Мікросателіти розподілені по геному. Наприклад, геном людини містить 50 000–100 000 динуклеотидних мікросателітів і меншу кількість три-, тетра- та пентануклеотидних мікросателітів. Багато з них розташовані в некодуючих частинах геному людини і тому не продукують білки, але вони також можуть бути розташовані в регуляторних областях і кодуючих областях.
Початковий аналіз чорнової послідовності геному людини прийшов до висновку, що мікросателіти складають 3% геному. У геномі людини існує більше одного мільйона мікросателітних локусів. Це число також включає значну частку перерваних мікросателітів і багато, ймовірно, мономорфних. Домінують динуклеотидні повтори, за ними йдуть моно- і тетрануклеотидні повтори, найменше домінують тринуклеотидні повтори.  Серед повторів довжиною щонайменше 12 п.о. мононуклеотидні повтори перевищують кількість динуклеотидних повторів. Серед динуклеотидів найчастіше зустрічаються повтори (CA)n, потім йдуть (AT)n, (GA)n і (GC)n, останній тип повторів зустрічається рідко.

### Поширення
Кількість мікросателітів позитивно корелює з розміром геному. Серед повністю секвенованих еукаріотичних геномів щільність мікросателітів найвища у ссавців. Однак у рослин частота мікросателітів негативно корелює з розміром геному. Це пояснюється тим фактом, що мікросателіти недостатньо представлені в повторюваних частинах геному рослин, які беруть участь у розширенні геному, таких як довгі кінцеві повтори - ретротранспозони.
У прокаріотів мікросателіти присутні в невеликій кількості. Це особливо вірно для довших повторів, для яких кількість нижча, ніж можна було б очікувати на основі нуклеотидного складу, що різко контрастує з ситуацією в еукаріотичних геномах. Навіть короткі прокаріотичні мікросателіти все ще можуть мати різну довжину. Незвичайно довгі мікросателіти іноді асоціюються з факторами вірулентності, і в цьому випадку вони діють як «перемикачі» трансляції та транскрипції; тому їх присутність підтримується позитивним відбором.

## Функції
Мікросателіти в некодуючих регіонах можуть не мати жодної конкретної функції, і тому їх не потрібно видаляти; це дозволяє їм безперешкодно накопичувати мутації протягом поколінь і створює мінливість, яку можна використовувати для зняття відбитків пальців ДНК та ідентифікації. Інші мікросателіти розташовані в регуляторних фланкуючих або інтронних областях генів, або безпосередньо в кодонах генів – мутації мікросателітів у таких випадках можуть призвести до фенотипових змін і захворювань, зокрема, у захворюваннях триплетного розширення, таких як синдром ламкої X-хромосоми та хвороба Гантінгтона.
Теломери — це лінійні послідовності ДНК, які розташовані на самих кінцях хромосом і захищають цілісність геномного матеріалу під час послідовних раундів поділу клітини через «проблему кінцевої реплікації». Було показано, що в білих кров’яних клітинах поступове скорочення теломерної ДНК зворотно корелює зі старінням у кількох типах зразків. Теломери складаються з повторюваної ДНК з гексануклеотидним повторюваним мотивом TTAGGG у хребетних. Тому їх класифікують як мінісателіти. Подібним чином комахи мають коротші повторювані мотиви в своїх теломерах, які, можливо, можна вважати мікросателітами.

## Механізми мутацій
На відміну від точкових мутацій, які впливають лише на один нуклеотид, мікросателітні мутації призводять до отримання або втрати цілого повтору, а іноді двох або більше повторів одночасно. Таким чином, очікується, що частота мутацій в  локусах мікросателітних буде відрізнятися від частот інших мутацій, таких як заміщення основ. Справжня причина мутацій у мікросателітах ще точно невідома, але активно обговорюється.
Однією з запропонованих причин таких змін довжини є порушення реплікації, спричинене невідповідностями між ланцюгами ДНК під час реплікації під час мейозу. ДНК-полімераза - фермент, що відповідає за зчитування ДНК під час реплікації, може зісковзнути під час руху вздовж матричного ланцюга із певного нуклеотиду, без його зчитування на інший та й продовжити зчитування неправильного нуклеотиду. Проскакування ДНК-полімерази більш імовірно, коли  послідовність повторюється (наприклад, CGCGCG). Оскільки мікросателіти складаються із таких повторів, ДНК-полімераза може робити помилки з вищою частотою в цих областях послідовності ДНК. Кілька досліджень знайшли докази того, що ковзання є причиною мікросателітних мутацій. Як правило, зісковзування у кожній мікросателітній послідовності відбувається приблизно раз на 1000 поколінь. Таким чином, зміни за рахунок зісковзування у повторах ДНК є на три порядки більш поширеними, ніж точкові мутації в інших частинах геному. Більшість ковзань призводить до зміни лише одного повтору, а швидкість ковзання змінюється для різних довжин алелів і розмірів повторів, і в межах різних видів. Якщо існує велика різниця в розмірах між окремими алелями, то може бути підвищена нестабільність під час рекомбінації при мейозі.
Іншою можливою причиною мутацій у мікросателітах є точкові мутації, коли лише один нуклеотид неправильно копіюється під час реплікації. Дослідження, яке порівнювало геноми людини та приматів, виявило, що більшість змін у кількості повторів у коротких мікросателітах виникають через точкові мутації, а не через ковзання.

### Частота мутацій
Швидкість мутацій у мікросателітах змінюється залежно від положення основи відносно мікросателіта, типу повтору та ідентичності основи. Швидкість мутацій зростає, зокрема, з кількістю повторів, досягаючи максимуму приблизно від шести до восьми повторів, а потім знову знижуючись. Збільшення гетерозиготності в популяції також збільшить частоту мікросателітних мутацій, особливо коли між алелями існує велика різниця в довжині. Ймовірно, це пов’язано з тим, що гомологічні хромосоми з плечима різної довжини викликають нестабільність під час мейозу.
Прямі оцінки частоти мікросателітних мутацій були зроблені в багатьох організмах, від комах до людини. У пустельної сарани Schistocerca gregaria частота мікросателітних мутацій була оцінена в 2,1 x 10^-4 на покоління на локус. Швидкість мікросателітних мутацій у чоловічих зародкових лініях людини в п'ять-шість разів вища, ніж у жіночих зародкових лініях, і коливається від 0 до 7 x 10^-3 на локус на гамету на покоління. У нематоди Pristionchus pacificus оцінена частота мікросателітних мутацій коливається від 8,9 × 10^-5 до 7,5 × 10^-4 на локус на покоління.

## Біологічні ефекти мікросателітних мутацій
Багато мікросателітів розташовані в некодуючій ДНК і біологічно мовчазні. Інші розташовані в регуляторній або навіть кодуючій ДНК – мікросателітні мутації в таких випадках можуть призвести до фенотипових змін і захворювань. Загальногеномне дослідження оцінює, що мікросателітні варіації спричиняють 10–15% спадкових варіацій експресії генів у людей.

### Ефекти на білки
У ссавців від 20% до 40% білків містять повторювані послідовності амінокислот, закодовані короткими повторами послідовності. Більшість коротких повторів послідовності в частинах геному, що кодують білок, мають повторювану одиницю з трьох нуклеотидів, оскільки ця довжина не спричинить зсув рамки зчитування під час виникнення мутації. Кожна тринуклеотидна послідовність, що повторюється, транскрибується в повторювану серію тієї самої амінокислоти. У дріжджах найбільш поширеними повторними амінокислотами є глутамін, глутамінова кислота, аспарагін, аспарагінова кислота та серин.
Мутації в цих повторюваних сегментах можуть впливати на фізичні та хімічні властивості білків, з потенціалом для створення поступових і передбачуваних змін у дії білків. Наприклад, зміни довжини в тандемно повторюваних ділянках гена Runx2 призводять до відмінностей у довжині обличчя у домашніх собак (Canis familiaris): чим більша довжина послідовності, тим більшим є  обличчя. Ця асоціація також стосується більш широкого кола хижаків. Зміни довжини поліаланінових шляхів у гені HoxA13 пов’язані з синдромом рук-ніг-геніталій, розладом розвитку у людей. Зміни довжини в інших триплетних повторах пов’язані з більш ніж 40 неврологічними захворюваннями у людей, особливо хворобами розширення триплетів, такими як синдром крихкої X та хвороба Гантінгтона.  Еволюційні зміни через зісковзування реплікації також відбуваються в простіших організмах. Наприклад, зміни довжини мікросателітів є звичайними для поверхневих мембранних білків дріжджів, забезпечуючи швидку еволюцію властивостей клітин. Зокрема, зміни довжини гена FLO1 контролюють рівень адгезії до субстратів. Короткі повтори послідовності також забезпечують швидкі еволюційні зміни поверхневих білків у патогенних бактеріях; це може дозволити їм не відставати від імунологічних змін у їхніх хазяїнах. Зміни довжини в коротких повторах послідовності в грибі (Neurospora crassa) контролюють тривалість його циркадних ритмів.

### Ефекти на регуляцію генів
Зміни довжини мікросателітів у промоторах та інших цис-регуляторних областях можуть швидко змінювати експресію генів між поколіннями. Геном людини містить багато (>16 000) коротких повторів послідовності в регуляторних областях, які забезпечують «регуляторні ручки» для експресії багатьох генів.
Зміни довжини бактеріальних повторів можуть впливати на формування фімбрій у Haemophilus influenzae, змінюючи відстань між промоторами. Динуклеотидні мікросателіти пов’язані з великою варіативністю цис-регуляторних контрольних областей у геномі людини. Мікросателіти в контрольних областях гена рецептора вазопресину 1a у полівок впливають на їх соціальну поведінку та рівень моногамії.
У саркомі Юїнга (тип хворобливого раку кісток у молодих людей) точкова мутація створила розширений мікросателіт GGAA, який зв’язує транскрипційний фактор, який, у свою чергу, активує ген EGR2, який викликає рак. Крім того, інші мікросателіти GGAA можуть впливати на експресію генів, які сприяють клінічному результату пацієнтів із саркомою Юїнга.

### Ефекти всередині інтронів
Мікросателіти всередині інтронів також впливають на фенотип засобами, які наразі не зрозумілі. Наприклад, розширення триплету GAA в першому інтроні гена X25, очевидно, заважає транскрипції та викликає атаксію Фрідрейха. Тандемні повтори в першому інтроні гена аспарагінсинтетази пов’язані з гострим лімфобластним лейкозом. Повторний поліморфізм у четвертому інтроні гена NOS3 пов’язаний з гіпертензією в популяції Тунісу. Зменшена довжина повторів у гені EGFR пов’язана з остеосаркомами.
Відомо, що архаїчна форма сплайсингу, що збереглася у рибок даніо, використовує мікросателітні послідовності в інтронній мРНК для видалення інтронів за відсутності U2AF2 та інших механізмів сплайсингу. Існує теорія, що ці послідовності утворюють дуже стабільні конфігурації листя конюшини, які приводять сайти сплайсингу 3' і 5' інтронів у безпосередню близькість, ефективно замінюючи сплайсосому. Вважається, що цей метод сплайсингу РНК відрізнявся від еволюції людини при формуванні чотириногих і є артефактом світу РНК.

### Ефекти всередині транспозонів
Майже 50% геному людини міститься в різних типах переносних елементів (також званих транспозонами, або «стрибаючими генами»), і багато з них містять повторювану ДНК. Ймовірно, короткі повтори послідовності в цих місцях також беруть участь у регуляції експресії генів.

## Застосування
Мікросателіти використовуються для оцінки делецій хромосомної ДНК у діагностиці раку. Мікросателіти широко використовуються для профілювання ДНК, також відомого як «генетичний відбиток пальців», злочинних плям (у криміналістиці) і тканин (у пацієнтів після трансплантації). Вони також широко використовуються в аналізі спорідненості (найчастіше при тестуванні на батьківство). Крім того, мікросателіти використовуються для картографування місць у геномі, зокрема в аналізі генетичного зв’язку, щоб знайти ген або мутацію, відповідальну за певну ознаку чи хворобу. Як окремий випадок картування, вони можуть бути використані для досліджень дуплікації генів або делеції. Дослідники використовують мікросателіти в популяційній генетиці та проектах зі збереження видів. Генетики рослин запропонували використовувати мікросателіти для маркерного відбору бажаних ознак у селекції рослин.

### Діагностика раку
У пухлинних клітинах, у яких пошкоджено контроль реплікації, мікросателіти можуть з’являтися або втрачатися з особливо високою частотою під час кожного циклу мітозу.  Таким чином, клітинна лінія пухлини може мати генетичний відбиток, відмінний від відбитка тканини хазяїна, і, особливо при колоректальному раку, може мати місце втрата гетерозиготності. Тому мікросателіти регулярно використовуються в діагностиці раку для оцінки прогресування пухлини.

### Судово-медична дактилоскопія
Мікросателітний аналіз став популярним у сфері криміналістики в 1990-х роках. Він використовується для генетичного зняття відбитків пальців осіб, якщо це дозволяє криміналістичну ідентифікацію (зазвичай зіставлення плями злочину з жертвою чи злочинцем). Він також використовується для спостереження за пацієнтами з трансплантацією кісткового мозку.
Усі мікросателіти, що використовуються сьогодні для судово-медичного аналізу, являють собою тетра- або пентануклеотидні повтори, оскільки вони дають високий рівень безпомилкових даних, але є досить короткими, щоб витримати деградацію в неідеальних умовах. Навіть більш короткі повторювані послідовності, як правило, страждатимуть від таких артефактів, як ПЛР-заїкання та переважна ампліфікація, тоді як довші повтори більше страждатимуть від погіршення навколишнього середовища та гірше ампліфікуватимуться за допомогою ПЛР. Інше судово-медичне міркування полягає в тому, що необхідно поважати медичну конфіденційність людини, тому вибрані криміналістичні некодуючі STR (короткі тандемні повтори) не впливають на регуляцію генів і зазвичай не є тринуклеотидними STR, які можуть бути залучені до захворювань триплетного розширення, таких як хвороба Гентінгтона. Криміналістичні профілі STR зберігаються в банках даних ДНК, таких як Національна база даних ДНК Великобританії (NDNAD), американська CODIS або австралійська NCIDD.

### Кіншіп аналіз (тест на батьківство)
Аутосомні мікросателіти широко використовуються для профілювання ДНК при аналізі спорідненості (найчастіше при тестуванні на батьківство). Успадковані по батькові Y-STR (мікросателіти в Y-хромосомі) часто використовуються в генеалогічному тестуванні ДНК.

### Аналіз генетичного зв'язку
Протягом 1990-х і перших кількох років цього тисячоліття мікросателіти були робочою частиною генетичних маркерів для повного геномного сканування, щоб знайти будь-який ген, відповідальний за певний фенотип або захворювання, використовуючи спостереження сегрегації за поколіннями вибраного родоводу. Незважаючи на те, що зростання високопродуктивних і економічно ефективних платформ однонуклеотидного поліморфізму (SNP) призвело до ери SNP для сканування геному, мікросателіти залишаються високоінформативними показниками геномної варіації для досліджень зв’язків і асоціацій. Їх незмінна перевага полягає в їх більшій алельній різноманітності, ніж двоалельні SNP, таким чином мікросателіти можуть диференціювати алелі в межах визначеного SNP блоку нерівноважного зв’язку, що представляє інтерес. Таким чином, мікросателіти успішно привели до відкриттів діабету 2 типу (TCF7L2) і генів раку простати (область 8q21).

### Популяційна генетика
Мікросателіти були популяризовані в популяційній генетиці протягом 1990-х років, тому що коли ПЛР стала повсюдною в лабораторіях, дослідники змогли розробити праймери та ампліфікувати набори мікросателітів за низькими витратами. Їхнє використання дуже різноманітне. Мікросателіт з нейтральною еволюційною історією робить його придатним для вимірювання або визначення ефекту "пляшкового горла", локальної адаптації, індексу фіксації алелей (FST), розміру популяції та потоку генів. Оскільки секвенування наступного покоління стає доступнішим, використання мікросателітів зменшується, однак вони залишаються ключовим інструментом у цій галузі.

### Розведення рослин
Відбір за допомогою маркерів  (MAS) — це процес непрямого відбору, у якому ознака інтересу вибирається на основі пов'язаного з нею маркера (морфологічної, біохімічної або ДНК/РНК варіації), а не на саму ознаку. Ознакою може бути, наприклад, продуктивність, стійкість до хвороб, толерантність до стресу та якість.  Мікросателіти було запропоновано використовувати як такі маркери для допомоги в селекції рослин.

### Діагностика штамів та ізолятів патогенів
Поліморфний мікросателіт служить передбачуваною областю для пошуку еволюційного різноманіття, ідентифікації штаму, вірулентності патогенів, та експресії генів. Мікросателітні індель-мутації надають нові функції та пластичність геному. Мікросателітний поліморфізм корелює із взаємодією хазяїн-патоген у Mycobacterium tuberculosis. Їх можна ефективно використовувати для ідентифікації нових ізолятів у мікробів, наприклад, за допомогою маркерів тринуклеотидних повторів: так було ідентифіковано понад 200 ізолятів Candida parapsilosis. Чергування в повторюваних послідовностях мікросателіту може призвести до зміни експресії генів, спричиняючи адаптацію вірулентності, фазову варіацію, регуляцію геномної трансляції та викликаючи контагіозний клітинний патогенез. Загалом ці повтори послідовності служать молекулярним маркером, а також є потенційним кандидатом для генетичних маніпуляцій для бажаних ознак для модифікації мікробних генів. Мікросателіти також відіграють значну роль у патогенності, геномній мінливості мікроорганізмів і в модуляції експресії генів.

## Аналіз
Повторювану ДНК непросто аналізувати методами секвенування ДНК наступного покоління. Тому мікросателіти зазвичай аналізують за допомогою звичайної ПЛР-ампліфікації та визначення розміру ампліконів, іноді з подальшим секвенуванням ДНК за Сенгером.
У криміналістиці аналіз виконується шляхом вилучення ядерної ДНК із клітин досліджуваного зразка, а потім ампліфікації специфічних поліморфних ділянок вилученої ДНК за допомогою полімеразної ланцюгової реакції. Після ампліфікації цих послідовностей вони розрізняються за допомогою гель-електрофорезу або капілярного електрофорезу, що дозволить аналітику визначити, скільки повторів містить послідовність даного мікросателіта. Якщо ДНК було розділено за допомогою гель-електрофорезу, ДНК можна візуалізувати або за допомогою фарбування сріблом (низька чутливість, безпечно, недорого), або інтеркалюючого барвника, такого як бромід етідію (досить чутливий, помірний ризик для здоров’я, недорогий). Сьогодні найчастіше у лабораторіях криміналістики використовують флуоресцентні барвники (високочутливі, безпечні, дорогі). Інструменти, створені для розділення мікросателітних фрагментів за допомогою капілярного електрофорезу, також використовують флуоресцентні барвники. Криміналістичні профілі зберігаються в основних банках даних. Британська база даних для ідентифікації мікросателітних локусів спочатку базувалася на британській системі SGM+ з використанням 10 локусів і маркера статі. Американці збільшили це число до 13 локусів. Австралійська база даних із 2013 року використовує 18 основних маркерів для профілювання ДНК

### Ампліфікація
Мікросателіти можна ампліфікувати для ідентифікації за допомогою процесу полімеразної ланцюгової реакції (ПЛР), використовуючи унікальні послідовності фланкуючих областей як праймерів. ДНК багаторазово денатурується при високій температурі, щоб відокремити подвійний ланцюг, потім охолоджується, щоб забезпечити приєднання праймерів і подовження нуклеотидних послідовностей через мікросателіт. Цей процес призводить до виробництва достатньої кількості ДНК, щоб її було видно на агарозному або поліакриламідному гелі; для ампліфікації потрібні лише невеликі кількості ДНК, тому що таким чином термоциклізація створює експоненціальне збільшення реплікованого сегменту.  Завдяки великій кількості технологій ПЛР праймери, що обрамляють мікросателітні локуси, прості та швидкі у використанні, але розробка правильно функціонуючих праймерів часто є виснажливим і дорогим процесом.

### Розробка мікросателітних праймерів
У разі пошуку мікросателітних маркерів у певних областях геному, наприклад, у певному інтроні, праймери можна розробити вручну. Це включає в себе пошук послідовності геномної ДНК на мікросателітні повтори, який можна зробити на око або за допомогою автоматизованих інструментів, таких як повторний маскер. Після визначення потенційно корисних мікросателітів фланкуючі послідовності можна використовувати для розробки олігонуклеотидних праймерів, які ампліфікують специфічний мікросателітний повтор у реакції ПЛР.
Випадкові мікросателітні праймери можна розробити шляхом клонування випадкових сегментів ДНК із фокальних видів. Ці випадкові сегменти вставляють у вектор плазміди або бактеріофага, який, у свою чергу, імплантують у бактерію Escherichia coli. Потім розвиваються колонії та скринінгуються флуоресцентно міченими олігонуклеотидними послідовностями, які будуть гібридизуватися з мікросателітним повтором, якщо він присутній у сегменті ДНК. Якщо за допомогою цієї процедури отримали позитивні клони, то ДНК секвенують і праймери для ПЛР вибирають із послідовностей, що фланкують такі ділянки, для визначення конкретного локусу. Цей процес вимагає значних проб і помилок з боку дослідників, оскільки необхідно передбачити повторювані послідовності мікросателітів, а праймери, виділені випадковим чином, можуть не демонструвати значного поліморфізму. Мікросателітні локуси широко поширені в геному і можуть бути виділені з напівдеградованої ДНК старих зразків, оскільки все, що потрібно, це відповідний субстрат для ампліфікації за допомогою ПЛР.
Більш сучасні методи передбачають використання олігонуклеотидних послідовностей, що складаються з повторів, комплементарних повторам у мікросателіті, для «збагачення» виділеної ДНК (мікросателітне збагачення). Олігонуклеотидний зонд гібридизується з повтором у мікросателіті, а комплекс зонд/мікросателіт потім витягується з розчину. Потім збагачена ДНК клонується як зазвичай, але частка успіху тепер буде набагато вищою, що суттєво скорочує час, необхідний для розробки областей для використання. Однак вибір зондів для використання сам по собі може бути процесом проб і помилок.

### ISSR-ПЛР
ISSR (inter-simple sequence repeat - повторення між простими послідовностями) — це загальний термін, що означає область геному між мікросателітними локусами. Послідовності, комплементарні двом сусіднім мікросателітам, використовуються як праймери для ПЛР; варіабельна область між ними посилюється. Обмежена довжина циклів ампліфікації під час ПЛР запобігає надмірній реплікації надто довгих безперервних послідовностей ДНК, тому результатом буде суміш різноманітних ампліфікованих ланцюгів ДНК, які, як правило, короткі, але значно відрізняються за довжиною.
Послідовності, ампліфіковані за допомогою ISSR-PCR, можна використовувати для зняття відбитків ДНК. Оскільки ISSR може бути як збереженою, так і неконсервативною областю, цей метод корисний не для розрізнення особин, а скоріше для філогеографічного аналізу або, можливо, розмежування видів; різноманітність послідовностей нижча, ніж у SSR-PCR, але все ще вища, ніж у фактичних генних послідовностях. Крім того, мікросателітне секвенування та секвенування ISSR взаємодопомагають одне одному, оскільки одне виробляє праймери для іншого.

### Обмеження
Повторювану ДНК нелегко проаналізувати методами секвенування ДНК наступного покоління. Тому мікросателіти зазвичай аналізують за допомогою звичайної ПЛР-ампліфікації та визначення розміру ампліконів. Використання ПЛР означає, що аналіз довжини мікросателітів схильний до обмежень ПЛР, як і будь-який інший ПЛР-ампліфікований локус ДНК. Особливе занепокоєння викликає поява «нульових алелей»:
- Іноді в межах вибірки індивідуумів, як, наприклад, під час тестування на батьківство, мутація в ДНК, що оточує мікросателіт, може перешкодити зв’язуванню ПЛР-праймера та утворенню амплікону (створення «нульового алеля» в гелевому аналізі), таким чином, лише один алель ампліфікується (з немутованої сестринської хромосоми), і тоді особина може помилково здаватися гомозиготною. Це може спричинити плутанину у справі про встановлення батьківства. Тоді може знадобитися ампліфікувати мікросателіт за допомогою іншого набору праймерів.[15][67] Нульові алелі спричинені особливо мутаціями в 3’-ділянці, де починається розширення.
- У видовому або популяційному аналізі, наприклад, у природоохоронній роботі, ПЛР-праймери, які ампліфікують мікросателіти в однієї особини або виду, можуть працювати в інших видах. Однак ризик застосування ПЛР-праймерів для різних видів полягає в тому, що нульові алелі стають вірогідними щоразу, коли розбіжність послідовності є занадто великою для зв’язування праймерів. Тоді види можуть штучно виглядати такими, що мають зменшену різноманітність. На нульові алелі в цьому випадку іноді може вказувати надмірна частота гомозигот, що спричиняє відхилення від очікувань рівноваги Харді-Вайнберга.